# Eu quero tchu, eu quero tcha
Eu quero tchu, Ee quero tcha è un singolo del duo francese Flavel & Neto, uscito nel 2012. È una cover dell'omonimo singolo del duo brasiliano di música sertaneja João Lucas & Marcelo.

## Classifiche
| Classifica (2012) | Posizione massima |
| ----------------- | ----------------- |
| Belgio (Vallonia) | 62                |
| Francia           | 47                |

### Versione di Joao Lucas & Marcelo
| Classifica (2012) | Posizione massima |
| ----------------- | ----------------- |
| Italia            | 23                |